# 矢野正浩
矢野 正浩（やの ただひろ）は、日本の指揮者、フルート奏者。室内オーケストラ「アンサンブル神戸」の設立者で、楽団を運営する公益社団法人理事長を務める。

## 来歴
兵庫県神戸市長田区駒ヶ林に生まれる。
両親の反対を押し切る形で音楽家を志した。武蔵野音楽大学を卒業後、ザルツブルク・モーツァルテウム大学とトロッシンゲン音楽大学大学院を修了した。その後、フィルハーモニシェスオーケストラ・シュトゥットガルトのメンバーとして活動した。1994年にフィンランドの「ヨエンスウ市立管弦楽団」の首席フルート奏者として入団。
日本への帰国直後に阪神・淡路大震災に遭遇し、同年8月に西山記念会館で知遇のあるドイツ人ホルン奏者を招いた演奏会を開いたところ満席となった反応を見て、自身も声をかけた音楽家とともに被災地での出張演奏を実施した。
1996年からは室内オーケストラ「アンサンブル神戸」の指揮者として活動し、また2001年「神戸21世紀混声合唱団」指揮者に就任。
2007年には「名曲リサイタル」に出演した。このほか、ムラマツ・フルート・レッスンセンターで講師を務める。

## 受賞・表彰
- 1998年 - 第2回松方ホール音楽賞管楽器部門大賞[3]
- 2008年度神戸市文化奨励賞[4]
- 2013年 - 第2回KOBE ART AWARD 優秀賞（名義は「アンサンブル神戸（矢野正浩）」）[5]
- 2020年 - 神戸市文化賞[4]